# Kanton Les Bouchoux
Der Kanton Les Bouchoux war bis 2015 ein französischer Wahlkreis im Département Jura und in der damaligen Region Franche-Comté. Er umfasste elf Gemeinden im Arrondissement Saint-Claude; sein Hauptort (frz.: chef-lieu) war Les Bouchoux. Die landesweiten Änderungen in der Zusammensetzung der Kantone brachten im März 2015 seine Auflösung. Vertreter im conseil général des Départements war zuletzt von 2011 bis 2015 Jean-Daniel Maire.

## Gemeinden
- Bellecombe
- Les Bouchoux
- Choux
- Coiserette
- Coyrière
- Larrivoire
- Les Moussières
- La Pesse
- Rogna
- Viry
- Vulvoz